# Jozua François Naudé
Jozua François (Tom) Naudé (Middelburg, 15 aprile 1889 – Città del Capo, 31 maggio 1969) è stato un politico sudafricano, Presidente del Sudafrica ad interim dal 1967 al 1968.

## Biografia
Per molti anni politico del Partito Nazionale, fu ministro delle Poste dal 1950 al 1954, Ministro della Sanità dal 1954 al 1958 e Ministro delle Finanze dal 1958 al 1961. In questo stesso anno venne nominato Presidente del Senato, carica che, in base alla costituzione repubblicana vigente, permetteva di svolgere le funzioni di presidente statale se tale carica fosse rimasta vacante. Tale ipotesi si verificò quando Theophilus Ebenhaezer Dönges, eletto per succedere al presidente Charles Robberts Swart, subì un colpo apoplettico, finendo in coma prima che venisse ufficializzata la sua carica.
Naudé fu quindi Presidente del Sudafrica ad interim per 10 mesi, dal 1º giugno 1967 al 10 aprile 1968, fino alla morte di Dönges e all'elezione del suo successore Jacobus Johannes Fouché. Discendeva da un profugo francese ugonotto chiamato Jacques Naudé che giunse al Capo di Buona Speranza nel 1718. Esso è uno dei tanti cognomi afrikaner la cui pronuncia francese è rimasta intatta.